# Illuminati (Lil Pump e Anuel AA)
Illuminati è un singolo del rapper statunitense Lil Pump e del rapper portoricano Anuel AA, pubblicato il 24 aprile 2020 da Warner Music Group.

## Video musicale
Il videoclip è stato pubblicato su YouTube in concomitanza con l'uscita del singolo, il 24 aprile 2020.

## Tracce
Testi di Gazzy Garcia e Emmanuel Santiago, musiche di EZ El Ezeta e Prida.
1. Illuminati – 3:48